# Westmorland
Pour les articles homonymes, voir Westmorland (homonymie).
Le Westmorland (historiquement aussi écrit Westmoreland) est un comté traditionnel d'Angleterre. En 1974, il fusionna avec le Cumberland et des parties du Lancashire et du Yorkshire pour créer la Cumbria.
Sa capitale était Appleby, qui, en 1974, a décidé de prendre le nom de Appleby-in-Westmorland pour préserver le mémoire du comté.

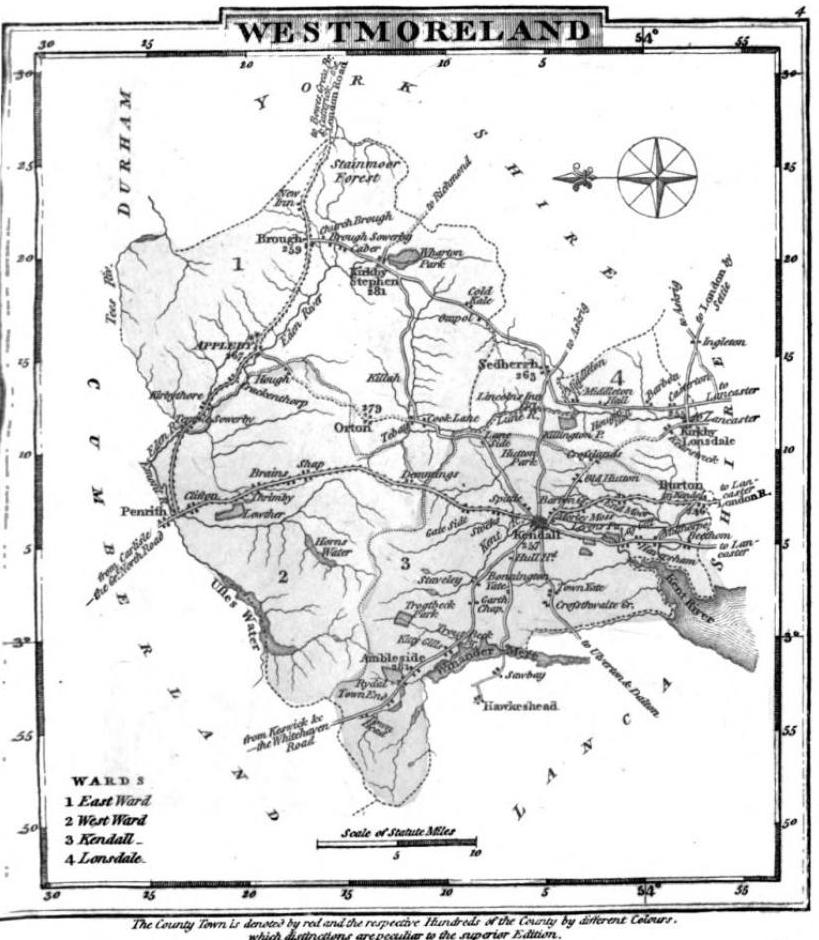
Gray's Book of Roads, Westmoreland, 1824.